# 中村花痩
中村 花痩（なかむら かそう、慶応3年（1867年） - 明治32年（1899年）2月7日）は日本の小説家、俳人。本名壮。別号に雪後、柳園、篠崎耐堂。尾崎紅葉らの硯友社に参加した。

## 生涯
慶応3年（1867年）、江戸・赤坂に旧藩士の子として生まれる。高等商業学校で丸岡九華と同窓。明治23年（1890年）に硯友社同人によって結成された紫吟社でも活躍した。漢詩人森川竹磎と交流があり、鷗夢吟社の設立に関わった。明治26年（1893年）、尾崎紅葉、江見水蔭とともに巖谷小波を訪ねるついでの吉野の桜を見物する旅行にも参加している。
「萬朝報」に小説『三人若衆』を連載中、肺患を発症して連載を中絶。生涯借金に追われ、夫婦相次いで肺患で亡くなった。

## 作品
『五少年』（『少年文学』第26編、博文館、1893年）や『探偵小説　閃影』、『探偵小説　陽炎』などの探偵小説、『こぼれ萩』、『赤毛布』など、作品は多岐にわたり、内田魯庵曰く伯父が俳諧の宗匠だったようで、俳人としても著名だった。

## 人物
紅葉は、「俳諧は社中の先輩であつたから、戯に宗匠と呼んでいた、神田の五十稲荷の裏に住んで、庭に古池が在つて、其畔に大きな秋田蕗が茂つて居たので、皆が無理に蕗の本宗匠にして了つたのです」と花痩のことを述べている。